# Cadre-47/2-Europameisterschaft 2019

Logo CEB (ausrichtender Verband)

Veranstaltungsort: Brandenburg / Havel

Die Cadre-47/2-Europameisterschaft 2019 war das 69. Turnier in dieser Disziplin des Karambolagebillards und fand vom 28. bis zum 30. April 2019 im Rahmen der Multi-Europameisterschaft im Stahlpalast in Brandenburg an der Havel statt. Es war die fünfte Cadre-47/2-Europameisterschaft in Deutschland.

## Geschichte
Mit seinem vierten Sieg bei einer Cadre 47/2-EM zieht der Schweizer Xavier Gretillat mit dem Belgier Emile Wafflard und dem Franzosen Francis Connesson nach Titeln gleich. Da Gretillat der noch einzige aktive Cadre Spieler ist wäre er bei einem weiteren Titel Rekordsieger. Im Finale ließ er dem Überraschungsfinalisten Willy Gerimont bei seinem 300:0-Sieg keine Chance. Dritte wurden die beiden Ex-Europameister Raymund Swertz und Eddy Leppens. Das Niveau bei dieser EM war nicht besonders hoch.

## Modus
Gespielt wurde in acht Gruppen à 3 Teilnehmer. Die Partiedistanz betrug 200 Punkte. Die Gruppensieger qualifizierten sich für das Viertelfinale. Ab hier wurde bis 250 Punkte gespielt. Platz drei wurde nicht ausgespielt.
Die Qualifikationsgruppen wurden nach Rangliste gesetzt. Es gab außer dem Titelverteidiger keine gesetzten Spieler mehr für das Hauptturnier.
1. MP = Matchpunkte
2. GD = Generaldurchschnitt
3. HS = Höchstserie

## Gruppenphase

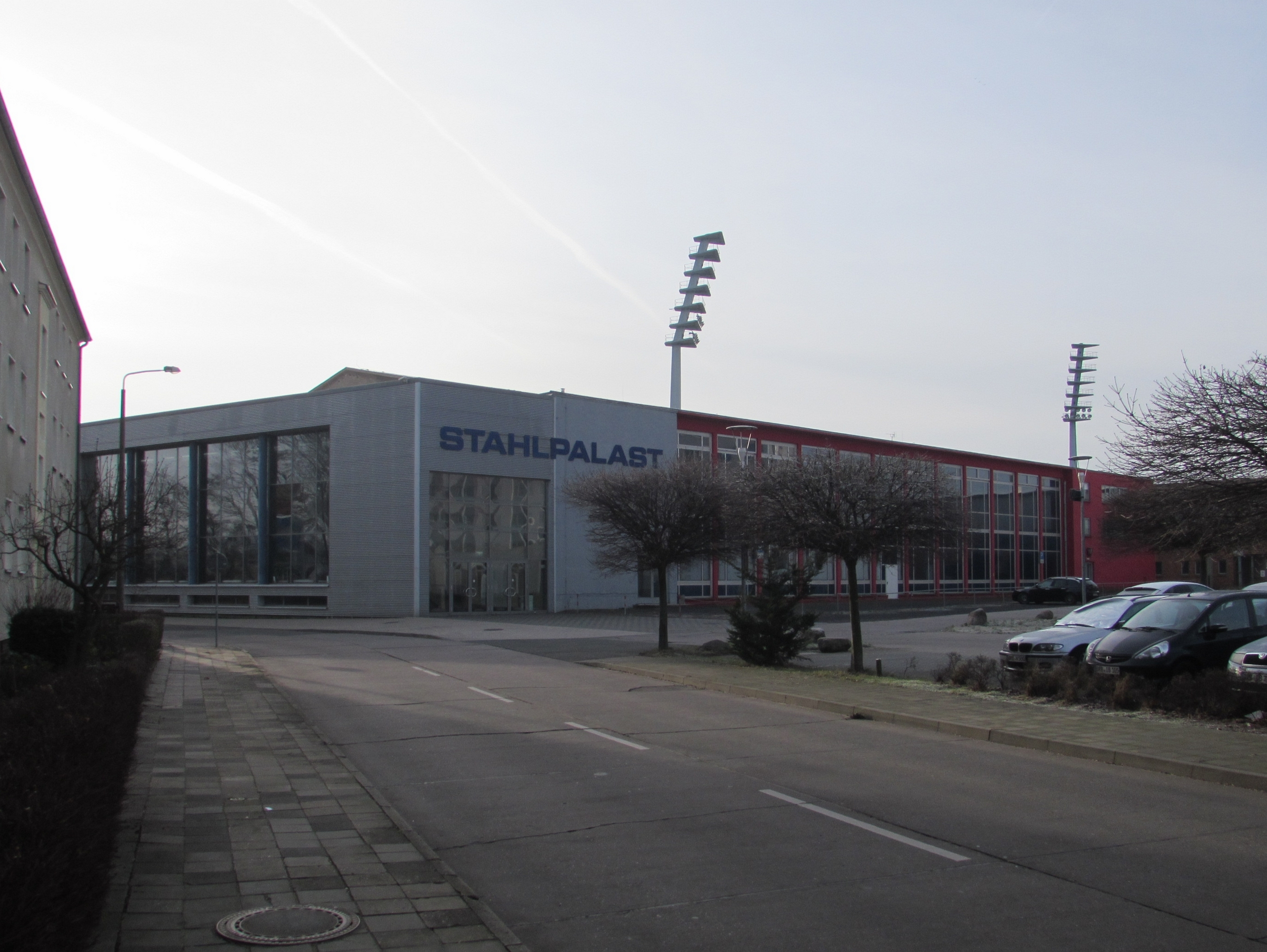
Außenansicht des Stahlpalastes

| MP    | Match Points (Sieger = 2; Unentschieden = 1; Verlierer = 0) |
| Pkte. | Erzielte Karambolagen                                       |
| Aufn. | Benötigte Versuche                                          |
| GD    | Generaldurchschnitt                                         |
| BED   | Bester Einzeldurchschnitt eines Spielers                    |
| HS    | Höchstserie                                                 |
|       | Bester GD des Turniers                                      |
|       | Bester ED des Turniers                                      |
|       | Beste HS des Turniers                                       |
|       | 1. Platz (Gold)                                             |
|       | 2. Platz (Silber)                                           |
|       | 3. Platz (Bronze)                                           |

| Abschlusstabelle Gruppe A | Abschlusstabelle Gruppe A | Abschlusstabelle Gruppe A | Abschlusstabelle Gruppe A | Abschlusstabelle Gruppe A | Abschlusstabelle Gruppe A | Abschlusstabelle Gruppe A | Abschlusstabelle Gruppe A |
| Platz                     | Name                      | MP                        | Pkt.                      | Aufn.                     | GD                        | BED                       | HS                        |
| ------------------------- | ------------------------- | ------------------------- | ------------------------- | ------------------------- | ------------------------- | ------------------------- | ------------------------- |
| 1                         | Raymund Swertz            | 4:0                       | 400                       | 5                         | 80,00                     | 200,00                    | 200                       |
| 2                         | Raúl Cuenca               | 2:2                       | 229                       | 5                         | 45,80                     | 50,00                     | 89                        |
| 3                         | David Jacquet             | 0:4                       | 88                        | 8                         | 11,00                     | –                         | 37                        |

| Abschlusstabelle Gruppe B | Abschlusstabelle Gruppe B | Abschlusstabelle Gruppe B | Abschlusstabelle Gruppe B | Abschlusstabelle Gruppe B | Abschlusstabelle Gruppe B | Abschlusstabelle Gruppe B | Abschlusstabelle Gruppe B |
| Platz                     | Name                      | MP                        | Pkt.                      | Aufn.                     | GD                        | BED                       | HS                        |
| ------------------------- | ------------------------- | ------------------------- | ------------------------- | ------------------------- | ------------------------- | ------------------------- | ------------------------- |
| 1                         | Eddy Leppens              | 4:0                       | 400                       | 6                         | 66,66                     | 100,00                    | 182                       |
| 2                         | Jean Francois Florent     | 2:2                       | 247                       | 9                         | 27,44                     | 40,00                     | 156                       |
| 3                         | Anders Henriksen          | 0:4                       | 69                        | 7                         | 9,85                      | –                         | 33                        |

| Abschlusstabelle Gruppe C | Abschlusstabelle Gruppe C | Abschlusstabelle Gruppe C | Abschlusstabelle Gruppe C | Abschlusstabelle Gruppe C | Abschlusstabelle Gruppe C | Abschlusstabelle Gruppe C | Abschlusstabelle Gruppe C |
| Platz                     | Name                      | MP                        | Pkt.                      | Aufn.                     | GD                        | BED                       | HS                        |
| ------------------------- | ------------------------- | ------------------------- | ------------------------- | ------------------------- | ------------------------- | ------------------------- | ------------------------- |
| 1                         | Marek Faus                | 3:1                       | 400                       | 6                         | 66,66                     | 200,00                    | 200                       |
| 2                         | Benoit Deziles Legros     | 2:2                       | 203                       | 5                         | 40,60                     | 50,00                     | 139                       |
| 3                         | Kostas Antonopoulos       | 1:3                       | 256                       | 9                         | 28,44                     | 40,00                     | 113                       |

| Abschlusstabelle Gruppe D | Abschlusstabelle Gruppe D | Abschlusstabelle Gruppe D | Abschlusstabelle Gruppe D | Abschlusstabelle Gruppe D | Abschlusstabelle Gruppe D | Abschlusstabelle Gruppe D | Abschlusstabelle Gruppe D |
| Platz                     | Name                      | MP                        | Pkt.                      | Aufn.                     | GD                        | BED                       | HS                        |
| ------------------------- | ------------------------- | ------------------------- | ------------------------- | ------------------------- | ------------------------- | ------------------------- | ------------------------- |
| 1                         | Xavier Gretillat          | 2:2                       | 343                       | 5                         | 68,60                     | 66,66                     | 131                       |
| 2                         | Arnd Riedel               | 2:2                       | 349                       | 13                        | 26,84                     | 100,00                    | 173                       |
| 3                         | Patrick Dupont            | 2:2                       | 255                       | 14                        | 18,21                     | 18,18                     | 73                        |

| Abschlusstabelle Gruppe E | Abschlusstabelle Gruppe E | Abschlusstabelle Gruppe E | Abschlusstabelle Gruppe E | Abschlusstabelle Gruppe E | Abschlusstabelle Gruppe E | Abschlusstabelle Gruppe E | Abschlusstabelle Gruppe E |
| Platz                     | Name                      | MP                        | Pkt.                      | Aufn.                     | GD                        | BED                       | HS                        |
| ------------------------- | ------------------------- | ------------------------- | ------------------------- | ------------------------- | ------------------------- | ------------------------- | ------------------------- |
| 1                         | Pascal Dessaint           | 4:0                       | 400                       | 11                        | 36,36                     | 66,66                     | 96                        |
| 2                         | Nikolas Gerassimopoulos   | 2:2                       | 216                       | 15                        | 14,40                     | 16,66                     | 79                        |
| 3                         | Adam Kozak                | 0:4                       | 100                       | 20                        | 5,00                      | –                         | 24                        |

| Abschlusstabelle Gruppe F | Abschlusstabelle Gruppe F | Abschlusstabelle Gruppe F | Abschlusstabelle Gruppe F | Abschlusstabelle Gruppe F | Abschlusstabelle Gruppe F | Abschlusstabelle Gruppe F | Abschlusstabelle Gruppe F |
| Platz                     | Name                      | MP                        | Pkt.                      | Aufn.                     | GD                        | BED                       | HS                        |
| ------------------------- | ------------------------- | ------------------------- | ------------------------- | ------------------------- | ------------------------- | ------------------------- | ------------------------- |
| 1                         | Willy Gerimont            | 4:0                       | 400                       | 16                        | 25,00                     | 33,33                     | 85                        |
| 2                         | Markus Melerski           | 2:2                       | 321                       | 21                        | 15,28                     | 18,18                     | 126                       |
| 3                         | Carlos Marques            | 0:4                       | 152                       | 17                        | 8,94                      | –                         | 33                        |

| Abschlusstabelle Gruppe G | Abschlusstabelle Gruppe G | Abschlusstabelle Gruppe G | Abschlusstabelle Gruppe G | Abschlusstabelle Gruppe G | Abschlusstabelle Gruppe G | Abschlusstabelle Gruppe G | Abschlusstabelle Gruppe G |
| Platz                     | Name                      | MP                        | Pkt.                      | Aufn.                     | GD                        | BED                       | HS                        |
| ------------------------- | ------------------------- | ------------------------- | ------------------------- | ------------------------- | ------------------------- | ------------------------- | ------------------------- |
| 1                         | Arnim Kahofer             | 2:2                       | 363                       | 8                         | 45,37                     | 100,00                    | 187                       |
| 2                         | Sam van Etten             | 2:2                       | 262                       | 9                         | 29,11                     | 28,57                     | 150                       |
| 3                         | Pierre Martory            | 2:2                       | 346                       | 13                        | 26,61                     | 33,33                     | 104                       |

| Abschlusstabelle Gruppe H | Abschlusstabelle Gruppe H | Abschlusstabelle Gruppe H | Abschlusstabelle Gruppe H | Abschlusstabelle Gruppe H | Abschlusstabelle Gruppe H | Abschlusstabelle Gruppe H | Abschlusstabelle Gruppe H |
| Platz                     | Name                      | MP                        | Pkt.                      | Aufn.                     | GD                        | BED                       | HS                        |
| ------------------------- | ------------------------- | ------------------------- | ------------------------- | ------------------------- | ------------------------- | ------------------------- | ------------------------- |
| 1                         | Esteve Mata               | 2:2                       | 236                       | 6                         | 39,33                     | 66,66                     | 163                       |
| 2                         | Sven Daske                | 2:2                       | 279                       | 8                         | 34,87                     | 66,66                     | 80                        |
| 3                         | Michel van Silfhout       | 2:2                       | 228                       | 8                         | 28,50                     | 40,00                     | 96                        |

## KO-Phase
|  | Viertelfinale Spiel bis 250 Punkte | Viertelfinale Spiel bis 250 Punkte | Viertelfinale Spiel bis 250 Punkte | Viertelfinale Spiel bis 250 Punkte | Viertelfinale Spiel bis 250 Punkte | Viertelfinale Spiel bis 250 Punkte |                  |                  | Halbfinale Spiel bis 250 Punkte | Halbfinale Spiel bis 250 Punkte | Halbfinale Spiel bis 250 Punkte | Halbfinale Spiel bis 250 Punkte | Halbfinale Spiel bis 250 Punkte | Halbfinale Spiel bis 250 Punkte |      |       | Finale Spiel bis 250 Punkte | Finale Spiel bis 250 Punkte | Finale Spiel bis 250 Punkte | Finale Spiel bis 250 Punkte | Finale Spiel bis 250 Punkte | Finale Spiel bis 250 Punkte |
|  |                                    |                                    |                                    |                                    |                                    |                                    |                  |                  |                                 |                                 |                                 |                                 |                                 |                                 |      |       |                             |                             |                             |                             |                             |                             |
|  |                                    | MP                                 | Pkt.                               | Aufn.                              | GD                                 | HS                                 |                  |                  |                                 |                                 |                                 |                                 |                                 |                                 |      |       |                             |                             |                             |                             |                             |                             |
|  |                                    | MP                                 | Pkt.                               | Aufn.                              | GD                                 | HS                                 |                  |                  |                                 |                                 |                                 |                                 |                                 |                                 |      |       |                             |                             |                             |                             |                             |                             |
|  | Raymund Swertz                     | 2                                  | 250(25)                            | 5                                  | 50,00                              | 102                                |                  |                  |                                 |                                 |                                 |                                 |                                 |                                 |      |       |                             |                             |                             |                             |                             |                             |
|  | Raymund Swertz                     | 2                                  | 250(25)                            | 5                                  | 50,00                              | 102                                |                  | MP               | Pkt.                            | Aufn.                           | GD                              | HS                              |                                 |                                 |      |       |                             |                             |                             |                             |                             |                             |
|  | Esteve Mata                        | 0                                  | 250(0)                             | 5                                  | 50,00                              | 170                                |                  | MP               | Pkt.                            | Aufn.                           | GD                              | HS                              |                                 |                                 |      |       |                             |                             |                             |                             |                             |                             |
|  | Esteve Mata                        | 0                                  | 250(0)                             | 5                                  | 50,00                              | 170                                | Raymund Swertz   | 0                | 4                               | 3                               | 1,33                            | 3                               |                                 |                                 |      |       |                             |                             |                             |                             |                             |                             |
|  |                                    | MP                                 | Pkt.                               | Aufn.                              | GD                                 | HS                                 | Raymund Swertz   | 0                | 4                               | 3                               | 1,33                            | 3                               |                                 |                                 |      |       |                             |                             |                             |                             |                             |                             |
|  |                                    | MP                                 | Pkt.                               | Aufn.                              | GD                                 | HS                                 |                  | Willy Gerimont   | 2                               | 250                             | 3                               | 83,33                           | 228                             |                                 |      |       |                             |                             |                             |                             |                             |                             |
|  | Willy Gerimont                     | 2                                  | 250                                | 5                                  | 50,00                              | 225                                |                  | Willy Gerimont   | 2                               | 250                             | 3                               | 83,33                           | 228                             |                                 |      |       |                             |                             |                             |                             |                             |                             |
|  | Willy Gerimont                     | 2                                  | 250                                | 5                                  | 50,00                              | 225                                |                  |                  |                                 |                                 |                                 |                                 |                                 | MP                              | Pkt. | Aufn. | GD                          | HS                          |                             |                             |                             |                             |
|  | Marek Faus                         | 0                                  | 202                                | 5                                  | 40,40                              | 105                                |                  |                  |                                 |                                 |                                 |                                 |                                 | MP                              | Pkt. | Aufn. | GD                          | HS                          |                             |                             |                             |                             |
|  | Marek Faus                         | 0                                  | 202                                | 5                                  | 40,40                              | 105                                | Willy Gerimont   | 0                | 0                               | 3                               | 0,00                            | 0                               |                                 |                                 |      |       |                             |                             |                             |                             |                             |                             |
|  |                                    | MP                                 | Pkt.                               | Aufn.                              | GD                                 | HS                                 | Willy Gerimont   | 0                | 0                               | 3                               | 0,00                            | 0                               |                                 |                                 |      |       |                             |                             |                             |                             |                             |                             |
|  |                                    | MP                                 | Pkt.                               | Aufn.                              | GD                                 | HS                                 |                  | Xavier Gretillat | 2                               | 250                             | 3                               | 83,33                           | 250                             |                                 |      |       |                             |                             |                             |                             |                             |                             |
|  | Xavier Gretillat                   | 2                                  | 250                                | 8                                  | 31,25                              | 135                                |                  | Xavier Gretillat | 2                               | 250                             | 3                               | 83,33                           | 250                             |                                 |      |       |                             |                             |                             |                             |                             |                             |
|  | Xavier Gretillat                   | 2                                  | 250                                | 8                                  | 31,25                              | 135                                |                  | MP               | Pkt.                            | Aufn.                           | GD                              | HS                              |                                 |                                 |      |       |                             |                             |                             |                             |                             |                             |
|  | Pascal Dessaint                    | 0                                  | 102                                | 8                                  | 12,75                              | 86                                 |                  | MP               | Pkt.                            | Aufn.                           | GD                              | HS                              |                                 |                                 |      |       |                             |                             |                             |                             |                             |                             |
|  | Pascal Dessaint                    | 0                                  | 102                                | 8                                  | 12,75                              | 86                                 | Xavier Gretillat | 2                | 250                             | 2                               | 125,00                          | 205                             |                                 |                                 |      |       |                             |                             |                             |                             |                             |                             |
|  |                                    | MP                                 | Pkt.                               | Aufn.                              | GD                                 | HS                                 | Xavier Gretillat | 2                | 250                             | 2                               | 125,00                          | 205                             |                                 |                                 |      |       |                             |                             |                             |                             |                             |                             |
|  |                                    | MP                                 | Pkt.                               | Aufn.                              | GD                                 | HS                                 |                  | Eddy Leppens     | 0                               | 131                             | 2                               | 65,50                           | 66                              |                                 |      |       |                             |                             |                             |                             |                             |                             |
|  | Eddy Leppens                       | 2                                  | 250                                | 8                                  | 31,25                              | 86                                 |                  | Eddy Leppens     | 0                               | 131                             | 2                               | 65,50                           | 66                              |                                 |      |       |                             |                             |                             |                             |                             |                             |
|  | Eddy Leppens                       | 2                                  | 250                                | 8                                  | 31,25                              | 86                                 |                  |                  |                                 |                                 |                                 |                                 |                                 |                                 |      |       |                             |                             |                             |                             |                             |                             |
|  | Arnim Kahofer                      | 0                                  | 82                                 | 8                                  | 10,25                              | 38                                 |                  |                  |                                 |                                 |                                 |                                 |                                 |                                 |      |       |                             |                             |                             |                             |                             |                             |
|  | Arnim Kahofer                      | 0                                  | 82                                 | 8                                  | 10,25                              | 38                                 |                  |                  |                                 |                                 |                                 |                                 |                                 |                                 |      |       |                             |                             |                             |                             |                             |                             |

## Abschlusstabelle
| Phase                      | Platz | Name                    | MP  | Pkt. | Aufn. | GD    | BED    | HS  |
| -------------------------- | ----- | ----------------------- | --- | ---- | ----- | ----- | ------ | --- |
| Finale                     | 1     | Xavier Gretillat        | 8:2 | 1093 | 18    | 60,72 | 125,00 | 250 |
| Finale                     | 2     | Willy Gerimont          | 8:2 | 900  | 27    | 33,33 | 83,33  | 228 |
| Halb- finale               | 3     | Raymund Swertz          | 6:2 | 654  | 13    | 50,30 | 200,00 | 200 |
| Halb- finale               | 3     | Eddy Leppens            | 6:2 | 781  | 16    | 48,81 | 100,00 | 182 |
| Viertel- finale            | 5     | Pascal Dessaint         | 4:2 | 502  | 19    | 26,42 | 66,66  | 96  |
| Viertel- finale            | 6     | Marek Faus              | 3:3 | 602  | 11    | 54,72 | 200,00 | 200 |
| Viertel- finale            | 7     | Esteve Mata             | 2:4 | 486  | 11    | 44,18 | 66,66  | 170 |
| Viertel- finale            | 8     | Arnim Kahofer           | 2:4 | 445  | 16    | 27,81 | 100,00 | 187 |
| Gruppen- phase             | 9     | Raúl Cuenca             | 2:2 | 229  | 5     | 45,80 | 50,00  | 89  |
| Gruppen- phase             | 10    | Benoit Deziles Legros   | 2:2 | 203  | 5     | 40,60 | 50,00  | 139 |
| Gruppen- phase             | 11    | Sven Daske              | 2:2 | 279  | 8     | 34,87 | 66,66  | 80  |
| Gruppen- phase             | 12    | Sam van Etten           | 2:2 | 262  | 9     | 29,11 | 28,57  | 150 |
| Gruppen- phase             | 13    | Jean Francois Florent   | 2:2 | 247  | 9     | 27,44 | 40,00  | 156 |
| Gruppen- phase             | 14    | Arnd Riedel             | 2:2 | 349  | 13    | 26,84 | 100,00 | 173 |
| Gruppen- phase             | 15    | Markus Melerski         | 2:2 | 321  | 21    | 15,28 | 18,18  | 126 |
| Gruppen- phase             | 16    | Nikolas Gerassimopoulos | 2:2 | 216  | 15    | 14,40 | 16,66  | 79  |
| Gruppen- phase             | 17    | Michel van Silfhout     | 2:2 | 228  | 8     | 28,50 | 40,00  | 96  |
| Gruppen- phase             | 18    | Pierre Martory          | 2:2 | 346  | 13    | 26,61 | 33,33  | 104 |
| Gruppen- phase             | 19    | Patrick Dupont          | 2:2 | 255  | 14    | 18,21 | 18,18  | 73  |
| Gruppen- phase             | 20    | Kostas Antonopoulos     | 1:3 | 256  | 9     | 28,44 | 40,00  | 113 |
| Gruppen- phase             | 21    | David Jacquet           | 0:4 | 88   | 8     | 11,00 | –      | 37  |
| Gruppen- phase             | 22    | Anders Henriksen        | 0:4 | 69   | 7     | 9,85  | –      | 33  |
| Gruppen- phase             | 23    | Carlos Marques          | 0:4 | 152  | 17    | 8,94  | –      | 33  |
| Gruppen- phase             | 24    | Adam Kozak              | 0:4 | 100  | 20    | 5,00  | –      | 24  |
| Turnierdurchschnitt: 29,04 |       |                         |     |      |       |       |        |     |